# Distretto di Bangi
Il distretto di Bangi è un distretto dell'Afghanistan appartenente alla provincia del Takhar.